# Hipodermis

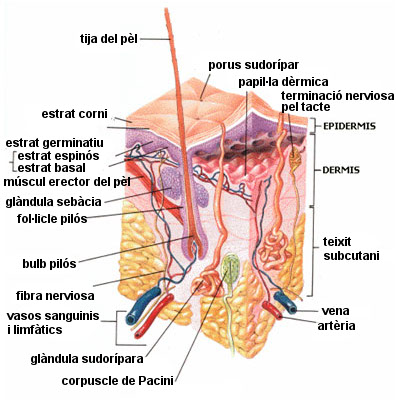
Capes de la pell: epidermis, derma i teixit subcutani, mostrant un fol·licle pilós, una glàndula sudorípara i una glàndula sebàcia

La hipodermis o hipoderma, també anomenat teixit subcutani, és la capa més profunda del sistema integumentari dels vertebrats, situada per sota de la derma. És la principal responsable de l'acumulació de greix. També s'anomena hipoderma a les estructures anàlogues d'artròpodes, nematodes i plantes.

## Origen embrionari
En els vertebrats, la hipoderma és un derivat de la mesoderma, però a diferència de la derma, no deriva del dermatoma. En el nematode Caenorhabditis elegans, la hipoderma deriva de l'epidermis.

## Estructura
- Greix subcutani. El greix està absent de les parpelles, gran part del pavelló auricular, el clítoris, el penis i l'escrot[2]
- Bandes fibroses ancorant la pell a la fàscia profunda[3]
- Fibres de col·lagen i elastina que l'uneixen a la dermis[4]
- Vasos sanguinis i limfàtics en ruta cap a la dermis[5]
- La part glandular d'algunes glàndules sudorípares; Les glàndules mamàries es troben completament dins del teixit subcutani[6] (que són glàndules sudorípares apocrines modificades)[7]
- Nervis cutanis[8] i terminacions lliures
- Arrels del fol·licle pilós
- Corpuscles de Ruffini[9]:478 i de Pacini
- Mastòcits[10]
- Bosses, a l'espai de les articulacions superposades per tal de facilitar el pas suau de la pell sobrejacent
- Làmines fines i planes de múscul, en determinades ubicacions, com ara el cuir cabellut, la cara, la mà, el mugró i l'escrot, anomenades panniculus carnosus

## Tipus cel·lulars
A la hipodermis s'hi poden trobar els següents tipus cel·lulars:
- fibroblasts
- adipòcits
- macròfags